# 考特蘭 (堪薩斯州)
考特蘭（英語：Courtland）是一個位於美國堪薩斯州里帕布利克縣的城市。

## 地方資料
根據2020年美國人口普查的數據，考特蘭的面積為0.70平方千米，當中陸地面積為0.70平方千米，而水域面積為0.00平方千米。當地共有人口294人，而人口密度為每平方千米420人。